# Patinette
 (janvier 2016).
Si vous disposez d'ouvrages ou d'articles de référence ou si vous connaissez des sites web de qualité traitant du thème abordé ici, merci de compléter l'article en donnant les références utiles à sa vérifiabilité et en les liant à la section « Notes et références ».

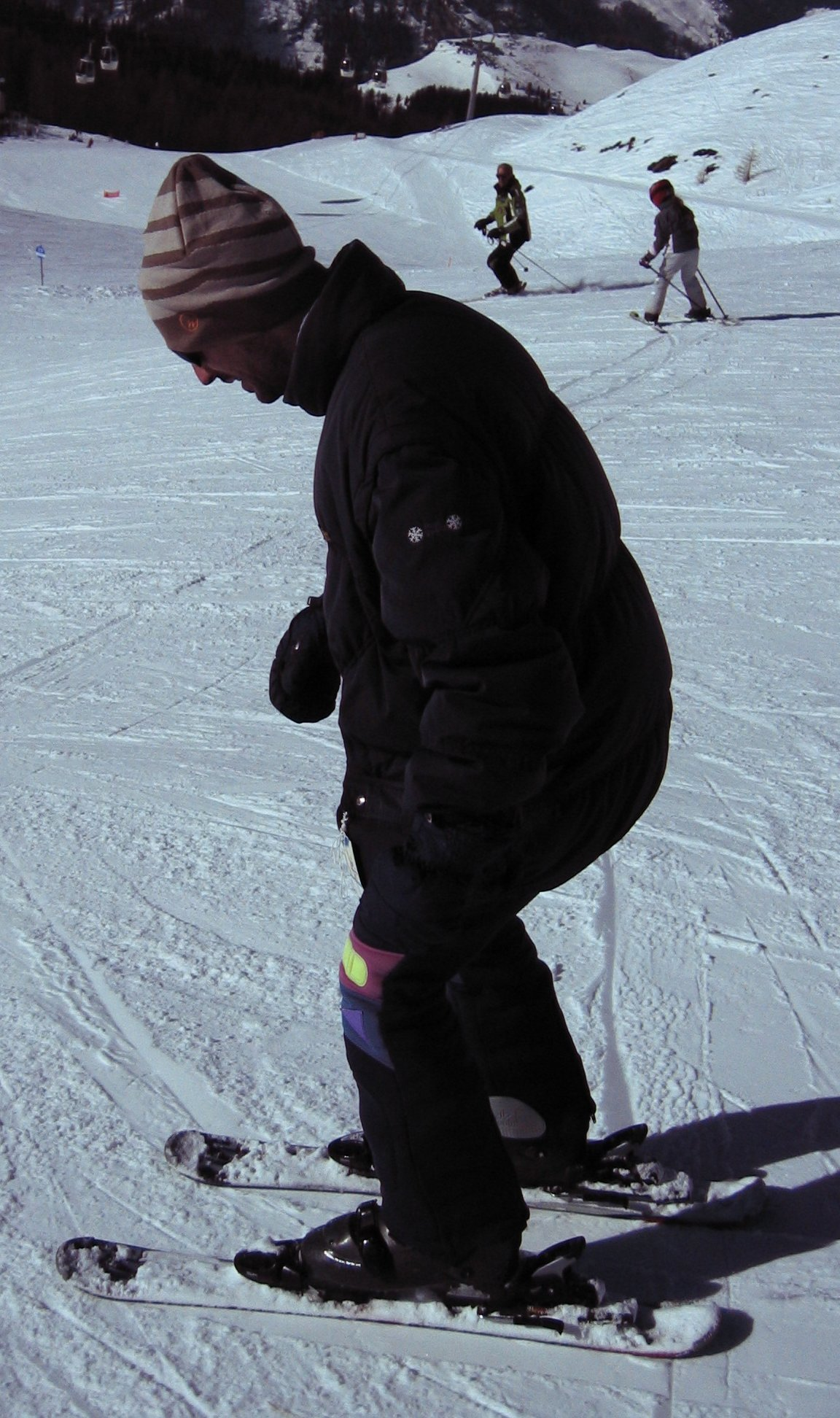
Skieur utilisant des patinettes.

Les patinettes (skiboards en anglais, et souvent désignés par l'antonomase Snowblade) sont des skis de petite taille, relativement éloignés du ski « classique » tant par leur conception que par les sensations qu’ils procurent. Ils sont souvent utilisés par des pratiquants occasionnels souhaitant une pratique ludique immédiate de la glisse ; mais il existe aussi une communauté d’adeptes de cette discipline à haut niveau. Ce sport se pratique sans bâton de ski, même si leur usage est conseillé aux débutants pour leur donner de l’assurance.

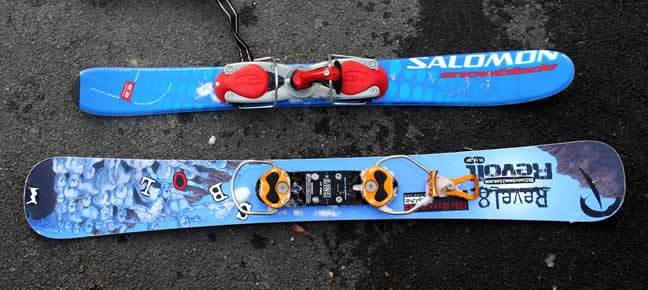
Haut : Ancienne patinette Snowblade de Salomon, Bas : Modèle plus récent de RVL8

Les patinettes en général offrent moins de stabilité et de vitesse que les skis classiques, mais permettent de tourner plus facilement, grâce à leur faible poids et leurs dimensions réduites. Les plus récentes évolutions des patinettes, d'une qualité supérieure, sont beaucoup plus larges, ce qui donne une plus grande stabilité.
De nos jours, les grandes marques de ski ne fabriquent plus de patinettes. Par contre, plusieurs petites marques en produisent encore comme RVL8 (États-Unis), Summit (États-Unis), Spruce (États-Unis), Twoowt (Russie), Eman (République tchèque), Strictly (Japon), Snowjam (États-Unis).

## Histoire
Bien que des skis de petite taille existaient déjà dans les années 1940, les patinettes ont connu leur premier succès avec la sortie des Snowblade de Salomon en 1997. Ce produit s'inscrit dans le stratégie marketing des "nouvelles glisses", c'est-à-dire le développement de nouveaux marchés pour les adeptes des sports d'hiver, en plus de la pratique du ski traditionnel dont les ventes sont en déclin. Les nouvelles glisses mettent l'accent sur le plaisir et les pratiques ludiques, plus que sur la performance sportive ; les patinettes, « trait d'union entre le ski alpin et le snowboard », touchent ainsi un public jeune et qui ne souhaite pas se former aux techniques du ski,. Les Snowblade sont un succès commercial pour Salomon (110 000 paires vendues la première année) et font de la patinette "un véritable sport" selon Le Monde. 
Au début des années 2000, en France, les Snowblade sont décriées pour leur dangerosité : étant donné que les skieurs ne peuvent pas déchausser en cas de chute, ces patinettes provoquent un sur-risque de fracture de la jambe. Ils sont interdits à la vente et à la location aux personnes de moins de 1m50 et la Commission de la sécurité des consommateurs lance une mise en garde à leurs utilisateurs,. L'apparition de patinettes avec des fixations déclenchables qui permettent de déchausser en cas de chute est censée pallier cette dangerosité. 